# BLOOD THE LAST VAMPIRE
『BLOOD THE LAST VAMPIRE』（ブラッド ザ ラスト ヴァンパイア）は、2000年から展開されたProduction I.GおよびI.Gプラス共同制作のメディアミックス作品群。
「恐怖」をテーマにした物語となり、少女と怪物が繰り広げる戦いを描いたシリーズ初のホラーアクション作品である。

## 概要
映画監督の押井守が若手企画者育成のために開いた「押井塾」に参加した神山健治、藤咲淳一が提出した企画を起点とするメディアミックス作品。2000年にアニメーション映画とゲーム、2009年に実写映画が制作されたほか、小説や漫画も発表されるなど、マルチメディア展開を果たした。その後、2005年と2011年にはテレビアニメ2作（『BLOOD+』、『BLOOD-C』）も制作されたが、この2作は少女・怪物・日本刀を共通要素としている以外に繋がりは無い。

## アニメーション映画
2000年11月18日に劇場公開されたProduction I.G制作のアニメーション映画。監督は北久保弘之。ベトナム戦争中の横田基地を舞台に、セーラー服姿で日本刀を手に怪物を狩る謎の少女・小夜の戦いを描いたアクションホラー作品。キャラクターデザインを寺田克也、脚本を神山健治が手掛け、押井守が企画協力で参加している。
経済産業省が情報処理振興事業協会（IPA）を通じ、マルチメディアコンテンツ振興協会（MMCA）に委託した「先導的コンテンツ市場環境整備事業」で採択された事業の一つとして制作されており、製作費の一部を国が負担している。
Production I.Gにとっては、初のフル・デジタルアニメ制作作品でもある。日本のアニメのデジタル制作のブレイクスルーにあたる1作として、2Dアニメの中で3DCGを活用する流れの発端となった。一見2Dアニメでありながら、それまでにないカメラワークを取り入れた、実写顔負けのリアルな質感と空間を感じさせる新しい映像となっている。また、画面設計の江面久と原画マンおよびビジュアルエフェクト担当の一人として参加した磯光雄が、本作で導入されたAdobe After Effectsを用いて実写並みの照明効果や空気感を活かした様々な視覚効果を開発している。
ストーリーは「少女がただひたすら日本刀で化け物をぶった切る」と、あってないようなものであるが、デジタルエフェクトを駆使した実験映画的な側面やクオリティの高い映像を生み出した美術・演出が高く評価された。また、前述のストーリーのビジュアル的インパクトは話題を集め、海外からも大きな反響を得た。中でも、本作を気に入った映画監督のクエンティン・タランティーノが2003年公開の映画『キル・ビル Vol.1』において栗山千明演じるセーラー服姿の殺し屋「ゴーゴー夕張」を生み出し、アニメパートの制作をProduction I.Gに依頼したというエピソードは有名である。
舞台が横田基地であることから登場キャラクターの多くがアメリカ人であり、台詞は英語が基本で、そこに日本語字幕が付いている。

### あらすじ（アニメ）
1966年秋の日本。ベトナム戦争真っ最中の米軍・横田基地の周辺では、不審な自殺が相次いでいた。その原因は、人間社会に身を潜める"翼手"と呼ばれる吸血鬼であった。そんな中、地下鉄・銀座線の浅草行最終電車内で中年の男が一人の少女の存在に気付き、逃げようとする。セーラー服にお下げ髪、手にはその姿には似付かわしくない大振りの日本刀を握る彼女こそ、"翼手"を狩ることを宿命付けられた、組織が「唯一のオリジナル」と呼ぶ少女・小夜（SAYA）であった。中年の男に擬態している「翼手」を倒した少女は、横田基地への潜入を命じられる。

### 登場人物（アニメ）
小夜（SAYA）
声 - 工藤夕貴
日本刀を手に"翼手"と呼ばれる吸血鬼と戦うセーラー服姿の少女。人間社会に潜む吸血鬼を倒すべく、ある組織が送り込んできた。
デイビッド
声 - ジョー・ロメルサ
小夜をサポートする中年の白人男性。
保健医
声 - 中村佐恵美
ルイス
声 - スチュアート・ロビンソン
シャロン
声 - レベッカ・フォースダット
ママ
声 - 小家山晃
教師
声 - トム・ファーン
SP
声 - フィッツ・ヒューストン、スティーヴン・ブルーム
警官
声 - 千田光男
校長
声 - ポール・カー
風俗嬢
声 - 大坂史子、高山佳音里
取調官
声 - チャック・キャンベル
店員
声 - 星野亘、平田広明
客
声 - 北川勝博
ラジオアナウンサー
声 - デイヴ・マロウ
地下鉄アナウンサー
声 - 小野健一

### スタッフ（アニメ）
- 製作総指揮 - 白川隆三、佐藤明、石川光久
- 原作・企画 - Production I.G
- 企画協力 - 押井守（押井塾）
- 監督 - 北久保弘之
- 脚本 - 神山健治
- 演出・システム設計 - 高木真司
- キャラクターデザイン - 寺田克也
- メカニックデザイン - 松本淳
- 設定協力 - ねこまたや
- 作画監督 - 黄瀬和哉
- 作画監督協力 - 井上俊之、西尾鉄也
- 画面設計・エフェクト作画監督 - 江面久
- 美術監督・照明効果 - 竹田悠介
- 美術設定 - 加藤浩
- 色指定 - 井上佳津枝
- 3D監督 - 木船徳光
- 特殊効果 - 村上正博
- 撮影 - 佐久間未希
- 編集 - 奥田浩史
- 音響監督 - 百瀬慶一
- 音楽 - 池頼広
- プロデューサー - 長崎行男（SCEI）、三本隆二（PRODUCTION I.G）
- アシスタントプロデューサー - 森下勝司
- 制作 - Production I.G、I.Gプラス
- 制作協力 - IPA、MMCA
- 製作 - SPE Visual Works Inc.、I.Gプラス、ソニー・コンピュータエンタテインメント、通商産業省

### 企画（アニメ）
同作品は、1996年にProduction I.Gに押井塾が結成された事に端を発する。押井塾は、人を育てた事が無い押井守が、暇つぶしと恩返しを兼ねて結成したとaniplex社のインタビューにて神山健治が答えている。同塾には、押井作品に携わった制作チームとProduction I.Gの将来有望な若手が集った精鋭部隊と化した。
毎回提示されるテーマにそって企画の提出が課題とされ、第八回の8月22日に提示された課題は「吸血鬼」であり、神山が提出した企画が「LAST VAMPIRE Desmodus rotundus」であった。同塾の藤咲淳一はBLOOD THE LAST VAMPIREの世界観や設定は、神山が提出した企画に既に詰まっていたと証言している。さらに、前出の藤咲淳一が第七回の課題に提出した月光鬼譚を元に物語の主人公の小夜が作られた。なお、この際に小夜の誕生日設定は、押井守の誕生日と同日に設定してあるという。
9月11日のProduction I.G押井塾の第二回合宿の際に、神山が提出した当初企画と、藤咲が提出した月光鬼譚、さらに別途に神山が徹夜して書き上げたLAST VAMPIREらを元に、合宿に参加していた押井守と北久保弘之らで激論が交わされ構想が練られていった。この激論はほとんど徹夜であり合宿に参加していた藤咲は「あの場にいたら、押井さんと北久保さんに圧倒される」、神山は「喋りで、その隙間に入るのが、難しい」と証言するほど激しいものであった。
当初、神山や藤咲およびその他大勢の押井塾若手らによって通常業務の合間を縫って製作される内部向け作品であったが、途中試作レビューにおいて極めて高く評価され、後に3年の年月と複数人の参加・協力を経て公開作品化される事となる。

### 関連商品（アニメ）
- 映画公開時：メイキングDVD
  - 『Making of BLOOD THE LAST VAMPIRE』
- 2000年11月：サウンドトラックCD
- 2001年4月：DVD-BOX、DVD通常版、VHS
  - DVD-BOXは、通常版Disk、デジタルリマスター版Disk、特典Diskの3枚セット
- 2001年11月：デジタルリマスター版DVD
- 2009年5月：Blu-ray Disc（アニプレックスより発売）

評価（アニメ）
- 第4回（2000年度）文化庁メディア芸術祭アニメーション部門 大賞受賞[16]。
- 第55回毎日映画コンクール 大藤信郎賞 受賞[17]。
- 第15回 高崎映画祭特別賞
- カナダ ファンタジア国際映画祭 観客賞受賞。
- 第29回 2001年 アニー賞 映画部門 作品賞 ノミネート。

## コンピュータゲーム
2000年12月21日にソニー・コンピュータエンタテインメントより発売されたPlayStation 2用アドベンチャーゲーム。
『スキャンダル』に続く「やるドラDVD」の第2作目であり、『やるドラ』シリーズとしては6作目。前作の物語から一転され、現代を舞台にヴァンパイアと人間の戦いを描いた作品となっている。

### ストーリー（ゲーム）
西暦2000年､東京｡
父子家庭に育った主人公は、高校を中退し大検合格を目指して勉強していた｡
しかし、その平穏な日々は正体不明の存在に脅かされる。
頭の中に響く不思議な「声」と、現代社会の影に潜む怪物「翼手」。

日本刀を携えた美少女・小夜の周囲で、呪われた「血」に関わる者たちの運命の歯車が回りだす。

### 登場人物（ゲーム）
主人公
声 - 野島健児/浅野まゆみ(幼少期時代)
ゲーム版の主人公｡
高校を中退し、大検合格を目指す17歳の少年。幼い頃、洪水に巻き込まれて生死の境をさまよった経験があり、それ以来「謎の声」が聞こえるようになった。
体格が小柄で気は優しく､感性が鋭敏な為か気が弱い｡
10年前の大洪水の中､翼手に腹部を爪で裂かれ大量の血を流し瀕死の重傷を負うものの､小夜の血を分け与えられ､一命を取り留めた過去を持つ｡
闇の王編では、正夫が翼手であったこと気付き、すべての元凶であるカッツを小夜の刀で倒した後、正夫の死を静かに見送った。
全てが終わり､瑠璃亜との残された時間を過ごした後、小夜と共に「翼手」を狩る組織の一員として、日夜戦い続けている。
音無小夜
声 - 工藤夕貴
翼手を日本刀で狩っていく謎のセーラー服の少女｡
人類に仇なすヴァンパイア「翼手」を狩ることを使命としている。
その正体は確かではないが､｢唯一のオリジナル｣と呼ばれている｡
いつの時代も変わらない外見と､達人の域に達している抜刀術を持つことが確認されている｡
他者の血を吸いたいという吸血衝動を持っているが､自分の意思で抑えている｡
10年前､瀕死の重傷を負った幼い主人公を救う為､自分の血を分け与えた｡
闇の王編では、瑠璃亜・主人公・正夫と共闘し、主人公に「意思の力」を激励する。すべてが終わった後、主人公と共に「翼手」と戦い続ける旅に出る。
瑠璃亜編では翼手の血が目覚めた瑠璃亜を殺そうとする｡
瑠璃亜
声 - 長沢美樹
ゲーム版のメインヒロイン｡
中学時代に両親を失って以来、自分の居場所を探し続けている16歳の少女｡
明るさとバイタリティーを持っているが、彼女にも「謎の声」が語りかけてくる。
闇の王編では、小夜・主人公・正夫と共にカッツと討ち倒し、残された時間を過ごした後、瑠璃亜は引っ越しの準備を終えたサチコと共に主人公の家を後にした。
カッツや灯子が登場しない瑠璃亜編では､彼女が小夜に命を狙われることになる｡
灯子
声 - 井上喜久子
アジア系の血縁を持つ､18歳のハーフの少女｡
大震災で両親と友人を日本人の暴動によって失うも､｢謎の声｣に導かれて｢翼手｣になる。
その為､人間､特に日本人を非常に強く怨んでいる｡
自分の力をさらに強くするために､オリジナルの血を得ている主人公が完全に覚醒しているか密かに伺っており､類稀なる美貌からくる妖しい雰囲気を漂わせている｡
瑠璃亜と共に行動していることが多い｡
すべてを失い、すべてを手に入れようとする魔性の女。
主人公が死亡するバッドエンドでも頻繁に登場する｡
ウォルター・カッツ/闇の王
声 - 池田秀一
「謎の声」の主で小夜と敵対しているとされる男｡
翼手と関係のある人物らしいが､本編の中盤以降までは経歴一切不明で､謎に包まれている｡
1900年､ドイツ帝国は､混乱の中で手に入れた小夜の血を胎児に輸血する実験を行っていた｡
その唯一の成功例がカッツである｡
帝国の崩壊後は各地を転々として日本に渡り､そこで兼ねてからの｢計画｣を進めることになった｡
オリジナルである小夜の血を輸血された人工翼手｡
オリジナルの血が流れているだけあって､その力は強大で､並の翼手とは比べ物にならない｡
｢声｣を使って仲間を増やすために暗躍する｡
正夫
声 - 野島昭生
主人公の父親｡
本作の鍵を握る人物｡
幼い主人公が洪水で一時的に行方不明となり､大怪我をして保護された経緯から､当時仕事で留守がちだった自分を責め始める｡
ある日｢謎の声｣を聞こえるようになった事を境に仕事を辞め､今では主夫として家で家事手伝いを行う傍らミニコミ誌の仕事などしている｡
普段はとても穏やかで誠実で家庭的な父親だが､その正体は翼手で､翼手になったきっかけは家族を守る為でもある｡
闇の王編ではカッツとの激しい戦いの末､主人公・瑠璃亜・小夜に看取られながら息を引き取っていった｡
サチコ
声 - 鶴ひろみ
主人公の母親｡
内装関係のデザイナーとして建築事務所で働いているキャリアウーマン｡
何度も賞を受賞するような腕を持っている｡
大岡修平
声 - 大塚芳忠
主人公を密かに追う､風俗関係の仕事を扱うルポライター｡
翼手と関係のある人物の一人｡
友人の遺した荷物の中から｢不死プロジェクト｣文書と小夜の写真を見つけ､調査を始めるものの､外圧を受けて出版社を辞めさせられる｡
人生は転落する形でギャンブルと酒に溺れる中､｢不死プロジェクト｣の正体を追い続けている｡
ディビット
声 - 沢木郁也
ママ
声 - 長嶝高士
黒服
声 - 橋本昌也、うちだたかひろ
少年
声 - 野島裕史、飯田浩志、武内健
少女
声 - 小菅真美
放送塔のアナウンス
声 - 小林美佐

### システム（ゲーム）
従来のアドベンチャーゲームとは異なり、自動的にフルボイス・フルアニメーションで物語が進行する。物語の途中で選択肢が表示され、その選択肢によってエンディングが決定する。ただし、前作の「スキャンダル」から採用されたタイムロックシステムも健在で、選択肢はすべて時間制限付きとなっている。
また、物語には隠された分岐点が存在する。隠された分岐点でB.S.S.（BLOODサーチシステム）を起動することで、その分岐に入ることができる。ただし、BSSで分岐サーチに失敗するとBLOODレベル（プレイヤー自身のヴァンパイア度）が上昇し、バッドエンドに到達しやすくなる。しかし、ゲーム中のすべてのシーンを見るためには「ヴァンパイア度」を上げることも必要となる。ゆえに、BSSを連続起動して攻略することはできない。隠された分岐点に入らなければグッドエンドには到達できないため、攻略難易度は高い。物語に関わる重要な分岐が隠されていることを知らせるために画面右下に「鈴」のマークが表示される。ただし「鈴」が表示されない分岐もある。

### 用語（ゲーム）
翼手
ヴァンパイア。
剛力と俊敏さをもつ異形の化物に変身できる。
姿は人間のままで、手のみを翼手化することも可能である。
受けたダメージはすぐに回復し、殺すには大量に出血させるしかない。
人間の体内に翼手の血が入ると、その人間も翼手化する。
別人の声色を真似ることができる。
その能力でターゲットをおびき寄せるために使用することもある。

### 主題歌（ゲーム）
エンディングテーマ「明日の場所」
歌：工藤夕貴 / 作詞：吉田あこ / 作曲・編曲：中崎英也 / プロデュース：中崎英也

### スタッフ（ゲーム）
- 企画・原作 - Production I.G
- 原案協力 - 押井守
- キャラクター原案 - 寺田克也
- ストーリー原案 - やまざきかずお、東郷光宏
- 脚本 - やまざきかずお、藤咲淳一
- キャラクターデザイン・総作画監督 - 中村悟
- 音響監督 - 田中英行
- 音楽 - 梶浦由記
- ディレクター - 松原順、宮木和人、山口晋平
- 開発プロデューサー - 東郷光宏
- アニメーション監督 - 高橋幸雄
- 総監督 - 藤咲淳一
- エグゼクティブプロデューサー - 石川光久、山元哲治
- 製作総指揮 - 佐藤明、竹野史哉、佐伯雅司
- 制作 - Production I.G
- 製作・著作 - ソニー・コンピュータエンタテインメント、Production I.G

### 評価（ゲーム）
『週刊ファミ通』のクロスレビューでは、33点と採点され、32点から34点のソフトが対象となる「ゴールド殿堂」入りとなった。

### 関連商品（ゲーム）
- BLOOD THE LAST VAMPIRE 公式ビジュアルブック、2000年12月21日発売、角川書店、ISBN 4-04-707058-0、設定資料集[23]
- 電撃攻略王 やるドラDVD BLOOD THE LAST VAMPIRE 攻略&VISUAL BOOK、2000年12月27日発売、メディアワークス、ISBN 4-8402-1663-0、攻略本[24]
- 「BLOOD THE LAST VAMPIRE」ゲーム・サウンドトラック、2001年1月11日発売、SME・ビジュアルワークス、ASIN B00005HS0G、アルバムCD[25]

## 実写映画
2009年公開の実写映画。日本映画ではなく、香港・フランス共同制作映画として製作され、日本では『ラスト・ブラッド』の題名で同年5月29日に公開された。当初は2008年春に公開予定とされていた。
『HERO』や『グリーン・デスティニー』のプロデューサー、ビル・コンが中心となり、『キス・オブ・ザ・ドラゴン』などで知られるフランスのクリス・ナオンが監督、「レッドクリフ Part I」のアクションを手掛けたコーリー・ユンがアクション監督を担当。主役の小夜（サヤ）は『猟奇的な彼女』などで知られる韓国人女優のチョン・ジヒョンが演じ、宿敵・オニゲンは日本の女優、小雪が演じるという国際的なプロジェクトとなっている。
1960年代の日本のシーンでは、撮影当時に営団地下鉄（現：東京メトロ）で走っていた営団500形電車が売却先のアルゼンチンのブエノスアイレスの地下鉄で走っていたため、ロケが行われている。

### 登場人物（実写）
役名 - 俳優（ソフト版吹き替え）
小夜（サヤ）
演 - チョン・ジヒョン（吹替：弓場沙織）
オニゲン
演 - 小雪（吹替：高橋理恵子）
シャロン
演 - マシエラ・ルーシャ
アリス
演 - アリソン・ミラー（吹替：樋口あかり）
マイケル
演 - リアム・カニンガム（吹替：石塚運昇）
ミスター・パウエル
演 - JJ・フィールド（吹替：内田直哉）
カトウ
演 - 倉田保昭

### スタッフ（実写）
- 原作 - Production I.G
- 監督 - クリス・ナオン
- アクション監督 - コーリー・ユン
- 脚本 - 神山健治、ロニー・ユー
- 製作 - ビル・コン、エイベル・ナーミアスほか
- 著作権：(c)2009, East Wing Holdings Corp. and SAJ. All Rights Reserved.

## 小説
押井守と藤咲淳一が小説版を書いている。
- 著：押井守
  - 『獣たちの夜 BLOOD THE LAST VAMPIRE』：2000年11月に富士見書房より発売、ISBN 4-8291-7449-8。2002年7月に角川書店より文庫版が発売、ISBN 4-04-366601-2。
- 著：藤咲淳一
  - 『闇を誘う血―BLOOD THE LAST VAMPIRE』：2001年1月に富士見書房より発売、ISBN 4-8291-6109-4。
  - 『上海哀儚―BLOOD THE LAST VAMPIRE』：2001年7月に富士見書房より発売、ISBN 4-8291-7474-9。2005年12月に角川書店より文庫版が発売、ISBN 4-04-380901-8。

## 漫画
2001年4月に『BLOOD THE LAST VAMPIRE 2000』のタイトルで角川書店より発売。作者は玉置勉強。全1巻。ISBN 4-04-713404-X。